# Marinos von Tyros
Marinos von Tyros war ein antiker griechischer Geograph, der Ende des ersten und zu Beginn des zweiten Jahrhunderts n. Chr. lebte. Seine Schaffenszeit ist auf die Jahre zwischen 107 und 114/115 zu datieren, da er in seiner Schrift Städtenamen nennt, die auf Trajans Dakerkriege (107 beendet) zurückgehen, aber Orte, die in dessen Partherkriegen (114–116) gegründet oder umbenannt wurden, noch nicht kennt.

## Überlieferung und Bedeutung
Das Werk des Marinos ist fast nur durch Ptolemaios bekannt, der ihn in seinem Werk Geographike Hyphegesis als Quelle angibt und wohl stark auf dessen Arbeiten aufbaute. Marinos wird zwar auch noch von arabischen Geographen wie al-Masʿūdī zitiert, allerdings kannten diese sein Werk vermutlich nicht direkt, sondern griffen nur über Ptolemaios’ Werk auf ihn zurück. Marinos erscheint daher oft nur im wissenschaftshistorischen Kontext als dessen Vorgänger, wobei er in muslimischer Zeit fälschlicherweise in die Regierungszeit des Nero datiert wird.
Trotz der großen wissenschaftlichen Bedeutung, die auch Ptolemaios dem Marinos beimaß, geriet dessen Werk durch die Geographike Hyphegesis bereits in der Antike in Vergessenheit. Ptolemaios korrigierte auf Basis astronomischer Berechnungen die Angaben und Kartographiemethoden des Marinos und entwickelte sie weiter. Der Mondkrater Marinus ist nach dem Geographen aus Tyros benannt.

## Inhalt des Werkes